# Первомайское (Аулиекольский район)
Первомайское (каз. Первомайское) — село в Аулиекольском районе Костанайской области Казахстана. Административный центр Первомайской сельской администрации. Находится примерно в 45 км к северу от районного центра, села Аулиеколь. Код КАТО — 393653100.

## Население
В 1999 году население села составляло 1638 человек (802 мужчины и 836 женщин). По данным переписи 2009 года в селе проживало 965 человек (472 мужчины и 493 женщины).